# 电力街道
电力街道是中国黑龙江省齐齐哈尔市富拉尔基区下辖的一个街道。